# لا لاندي سان سيميون (أورن)
لا لاندي سان سيميون هي بلدية في أورن في شمال غرب فرنسا.